# Аксайський район
Акса́йський райо́н (рос. Аксайский район) — район у західній частині Ростовської області Російської Федерації. Адміністративний центр — місто Аксай.

## Географія

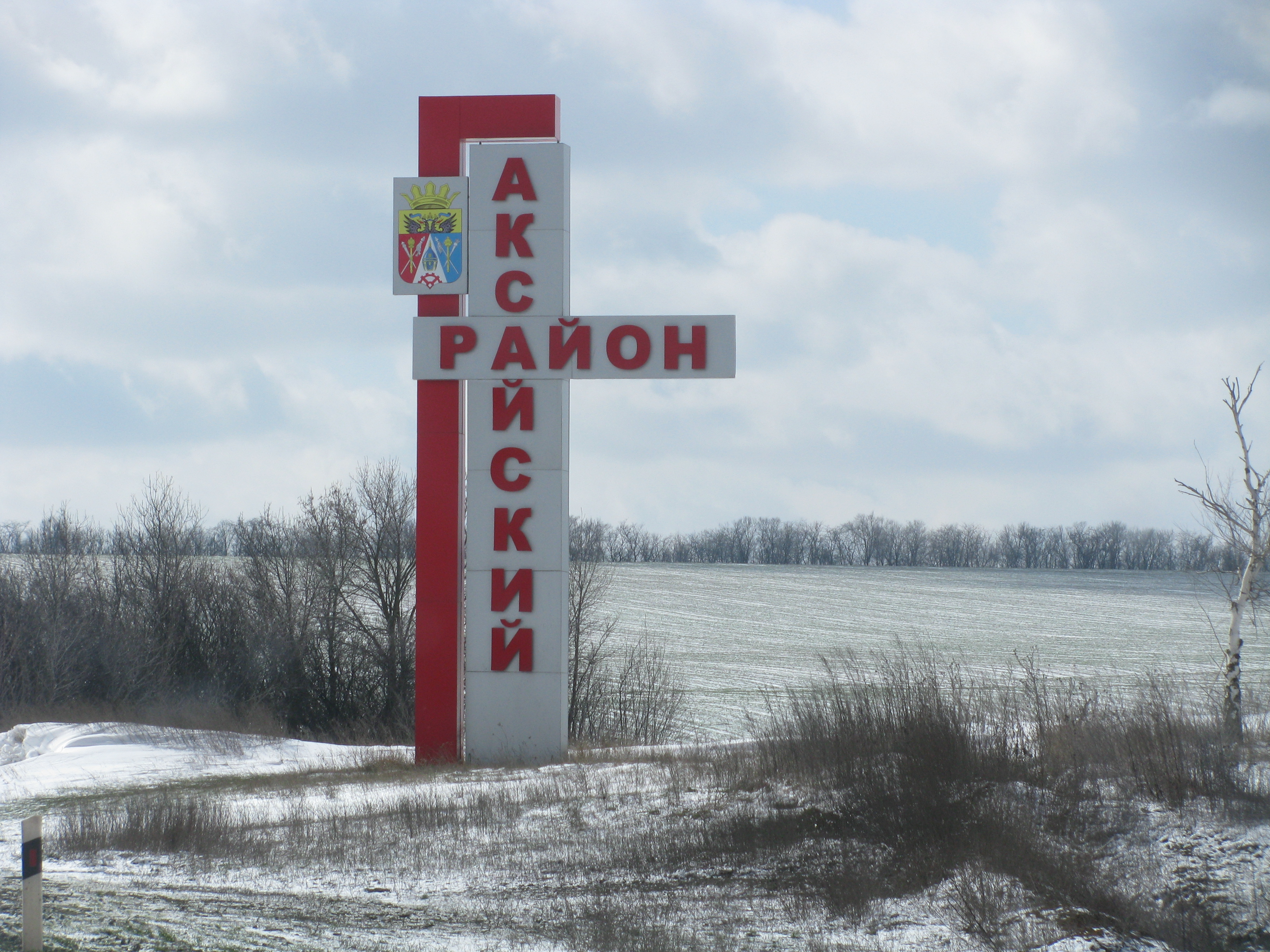
При в'їзді до району

Район розташований у центрально-західній частині області по обидва береги річки Дон у її нижній течії. На північному сході межує із Октябрським районом, на північному заході — із Родіоново-Несвітайським, на сході — із Багаєвським, на півдні — із Кагальницьким, на південному заході — із Азовським, на заході — із М'ясниковським районом. На заході також має кордон і Ростовським та Батайським, а на північному сході — із Новочеркаським міським округом.

## Історія
На території району розташоване Коб'якове городище (вперше згадується 1570 року), на межі міст Ростов-на-Дону та Аксай. Станиця Старочеркаська у період 1644–1805 років була столицею Донського козацького війська під назвою Черкаськ.
Аксайський район був утворений 1936 року.

## Населення
Населення району становить 103 944 особи (2013; 102369 в 2010).

## Адміністративний поділ
Район адміністративно поділяється на 1 міське та 10 сільських поселень, які об'єднують 1 місто та 51 сільський населений пункт:
| Поселення                           | Площа, км² | Населення, осіб (2010) | Центр             | Населені пункти |
| ----------------------------------- | ---------- | ---------------------- | ----------------- | --------------- |
| Аксайське міське поселення          | -          | 41969                  | Аксай             | 1               |
| Великолозьке сільське поселення     | -          | 10056                  | Великий Лог       | 7               |
| Верхньопідпольне сільське поселення | -          | 3109                   | Верхньопідпольний | 4               |
| Грушевське сільське поселення       | -          | 5201                   | Грушевська        | 6               |
| Істомінське сільське поселення      | -          | 5004                   | Островського      | 4               |
| Ленінське сільське поселення        | -          | 4012                   | Леніна            | 2               |
| Мішкинське сільське поселення       | -          | 5462                   | Мішкинська        | 5               |
| Ольгінське сільське поселення       | -          | 6403                   | Ольгінська        | 3               |
| Розсвітовське сільське поселення    | -          | 10771                  | Розсвіт           | 7               |
| Старочеркаське сільське поселення   | -          | 3292                   | Старочеркаська    | 3               |
| Щепкінське сільське поселення       | -          | 7090                   | Октябрський       | 10              |

### Найбільші населені пункти
| №  | Населений пункт   | Населення, осіб (2010) |
| -- | ----------------- | ---------------------- |
| 1  | Аксай             | 41 969                 |
| 2  | Ольгінська        | 5 613                  |
| 3  | Розсвіт           | 4 958                  |
| 4  | Грушевська        | 4 381                  |
| 5  | Великий Лог       | 4 336                  |
| 6  | Леніна            | 3 547                  |
| 7  | Мішкинська        | 3 004                  |
| 8  | Старочеркаська    | 2 399                  |
| 9  | Октябрський       | 2 345                  |
| 10 | Степовий          | 2 284                  |
| 11 | Реконструктор     | 1 682                  |
| 12 | Істоміно          | 1 648                  |
| 13 | Верхньопідпольний | 1 580                  |
| 14 | Щепкин            | 1 361                  |
| 15 | Александровка     | 1 349                  |
| 16 | Ковалівка         | 1 305                  |
| 17 | Янтарний          | 1 228                  |
| 18 | Островського      | 1 175                  |
| 19 | Дівний            | 1 119                  |
| 20 | Дорожний          | 1 062                  |
| 21 | Темерницький      | 1 027                  |

## Економіка
Так як район безпосередньо межує із містом Ростов-на-Дону, то в його економіці переважає промисловість (47,7%). Тут працює 36 промислових підприємств та 26 сільських господарств.

## Культура
У станиці Старочеркаська знаходяться Воскресенський собор та ще 3 церкви.

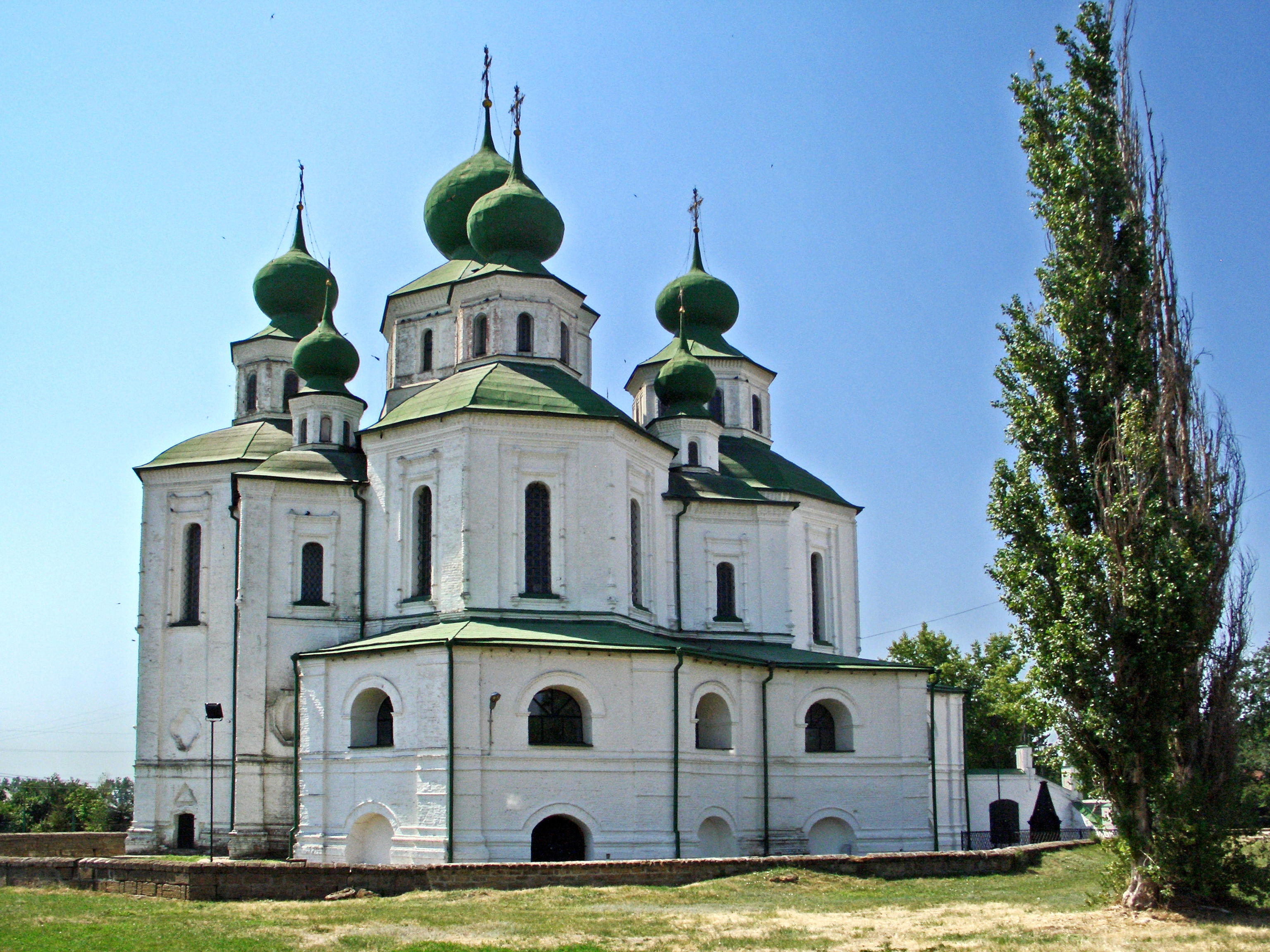
Воскресенський собор
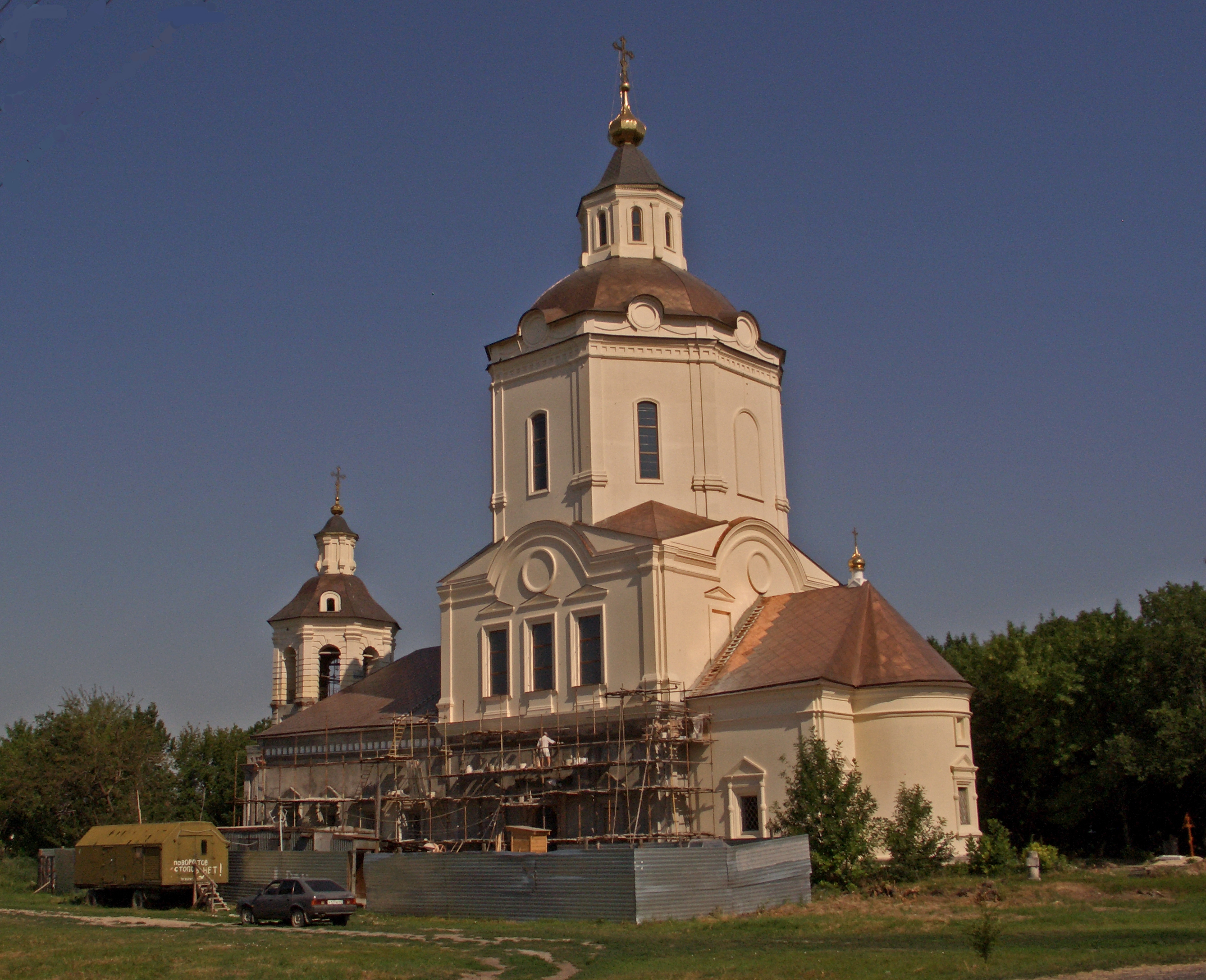
Преображенська церква
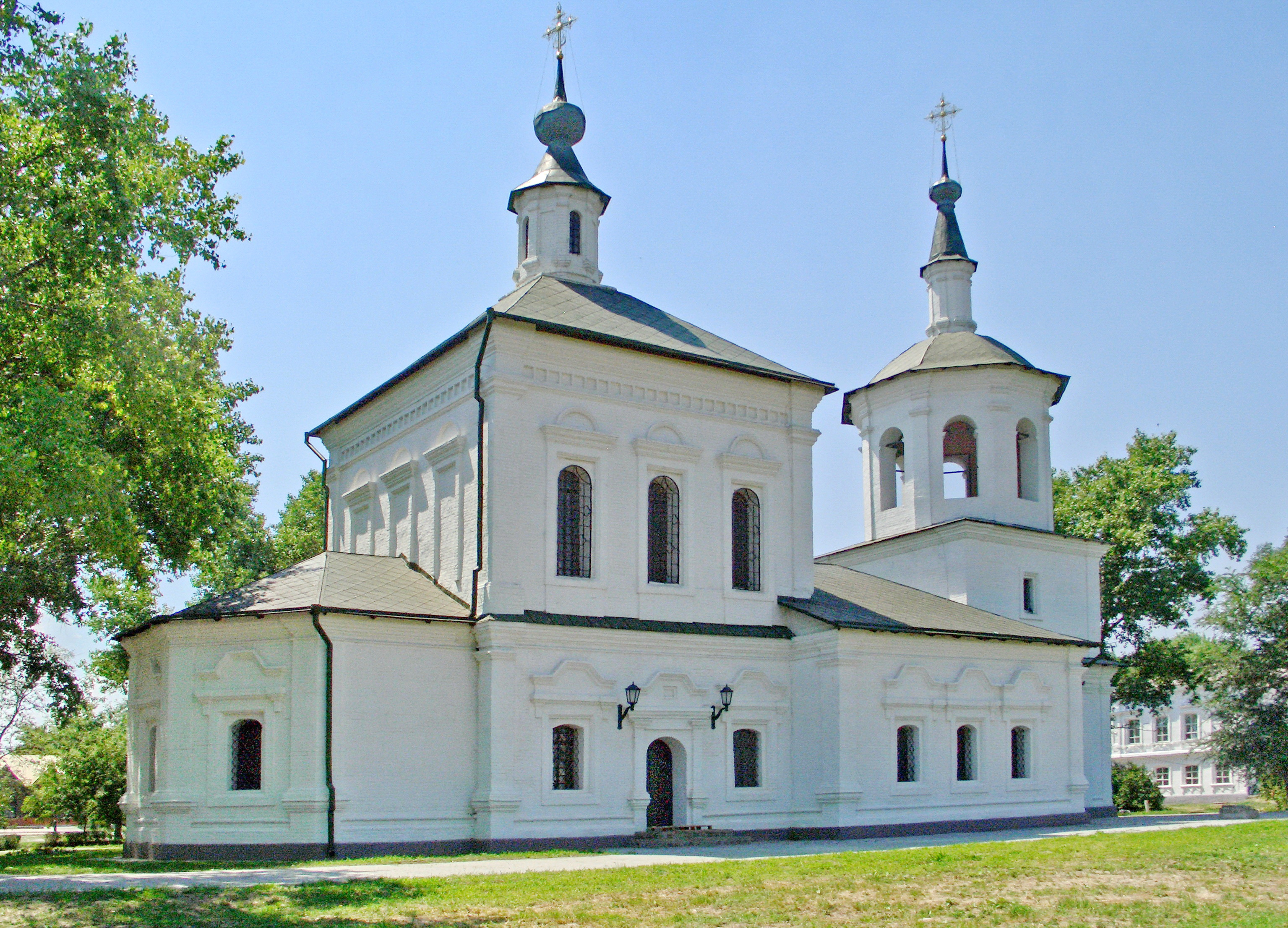
Петропавлівська церква
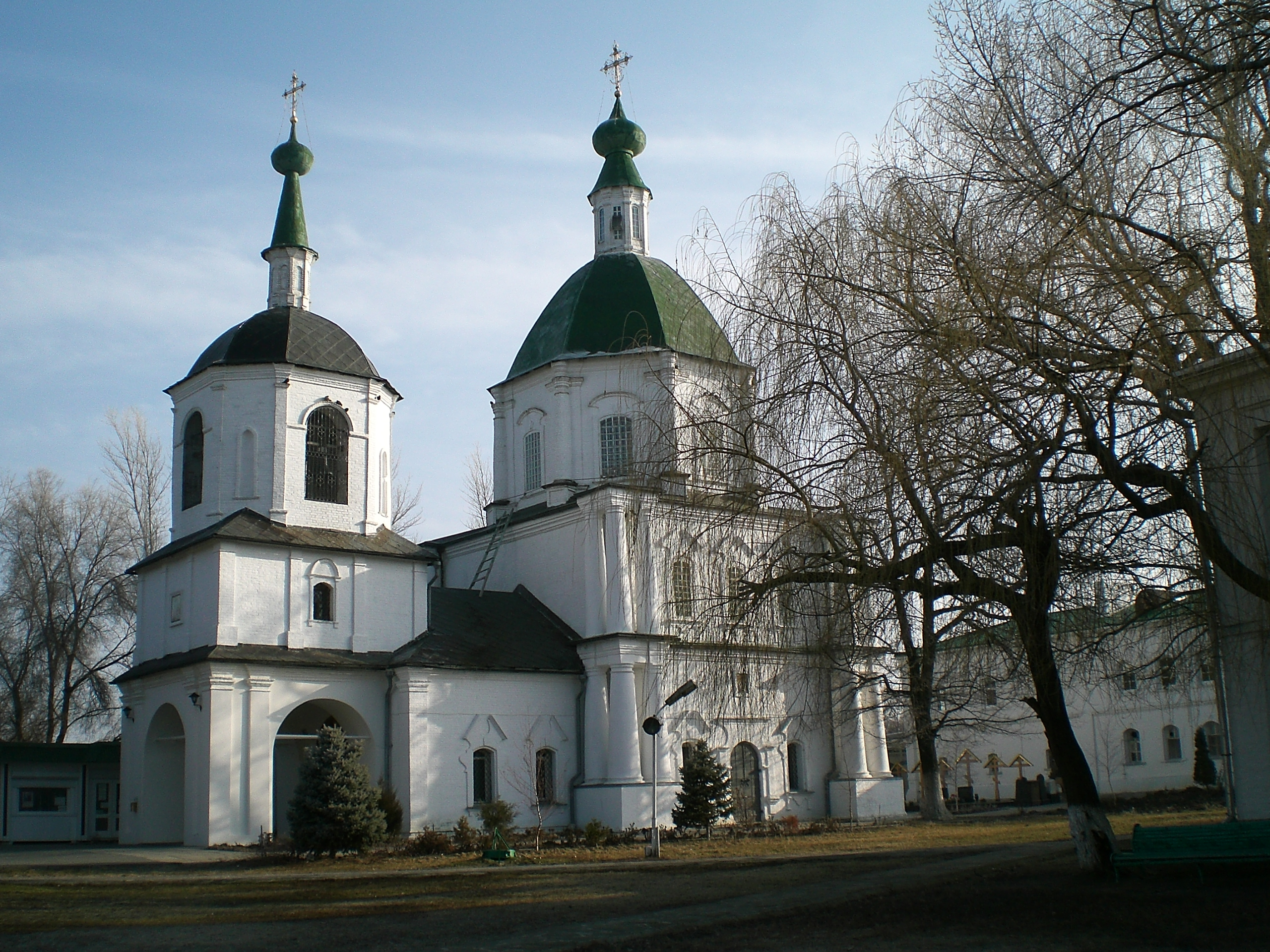
Церква Донської Божої матері

## Персоналії
Відомими уродженцями району є:
- Голландський Павло Іванович (1861–1939) — відомий український архітектор, головний архітектор Києва 1898–1918 років;
- Гулаєв Микола Дмитрович (1918–1985) — льотчик-винищувач, двічі Герой Радянського Союзу, третій із радянських асів за кількістю збитих літаків в роки Другої світової війни, генерал-полковник авіації;
- Дубіков Андрій Єліферович (1898–1963) — артилерист, Герой Радянського Союзу, командир протитанкової гармати, гвардії молодший сержант;
- Ковальов Михайло Васильович (1910–1944) — танкіст, Герой Радянського Союзу, заступник командира із стройової частини, майор;
- Куповець Віктор Володимирович (1963) — спортсмен, чемпіон світу з велоспорту на треку (1983), заслужений майстер спорту СРСР;
- Платов Матвій Іванович (1751–1818) — отаман Всевеликого війська Донського, генерал від кавалерії, засновник міста Новочеркаськ;
- Прімаков Павло Петрович (1915–1998) — стрілець, Герой Радянського Союзу, командир взводу пішої розвідки, лейтенант;
- Резанов Віктор Дмитрович (1922–1982) — стрілець, Герой Радянського Союзу, командир стрілецького відділення, гвардії старший сержант;
- Рубахо Пилип Якович (1923-1943) — стрілець, Герой Радянського Союзу, снайпер морської піхоти, старшина першої статті;
- Сергеєв Олександр Леонідович (1945–2013) — російський науковець-сходознавець, автор численних наукових робіт з історії та культури Китаю;
- Татаркін Петро Євпсифович (1912–1943) — артилерист, Герой Радянського Союзу, командир артилерійської батареї, старший лейтенант;
- Туроверов Микола Миколайович (1899-1972) - російський поет, білогвардієць, учасник Другої світової війни на боці французів;
- Шапошніков Євген Іванович (1942) — російський воєначальник, міністр оборони СРСР (1991), маршал авіації.